# Ormia punctata
Ormia punctata är en tvåvingeart som beskrevs av Jean-Baptiste Robineau-Desvoidy 1830. Ormia punctata ingår i släktet Ormia och familjen parasitflugor. Inga underarter finns listade i Catalogue of Life.